# Burträsk
Burträsk ist ein Ort (tätort) in der schwedischen Provinz Västerbottens län.
Der Ort in der Gemeinde Skellefteå liegt etwa 30 Kilometer Luftlinie südwestlich von Skellefteå am Westufer des Sees Burträsket, dem der Fluss Bureälven entfließt. Durch Burträsk verläuft der Länsväg 364 von Umeå nach Skellefteå, auf dem die Residenzstadt Umeå 99 Kilometer in südlicher Richtung und Skellefteå 39 Kilometer entfernt ist.
Größte Arbeitgeber von Burträsk sind ein Holzbearbeitungsbetrieb, die Molkerei Norrmejerier, in der seit den 1870er Jahren der Västerbotten-Käse hergestellt wird, das örtliche Krankenhaus und die Schulen des Ortes. Von 1965 bis Anfang der 1980er-Jahre war in Burträsk der kleine Kit-Car- und Rennwagenhersteller Racing Plast Burträsk ansässig sowie in den 1960er- bis 1970er-Jahren eine Bootswerft.
Erste schwedische Bauern siedelten sich im Gebiet um Burträsk im 13. bis 14. Jahrhundert an. Bei einer Steuererhebung unter Gustav I. Wasa 1543 wurden aber erst 67 Bauernhöfe gezählt, davon in der näheren Umgebung des heutigen Ortes 22. Ab der zweiten Hälfte des 16. Jahrhunderts wuchs die Bevölkerung schneller, und der eigentliche Ort konsolidierte sich um eine Kirche bis gegen Ende des 18. Jahrhunderts.
In Burträsk wuchs der Komponist und Musikkritiker Wilhelm Peterson-Berger (1867–1942) auf.

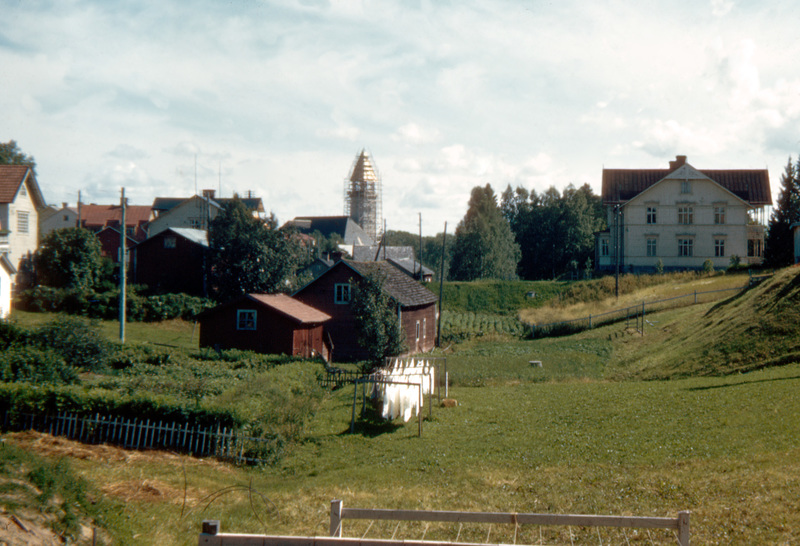
Burträsk (1949)
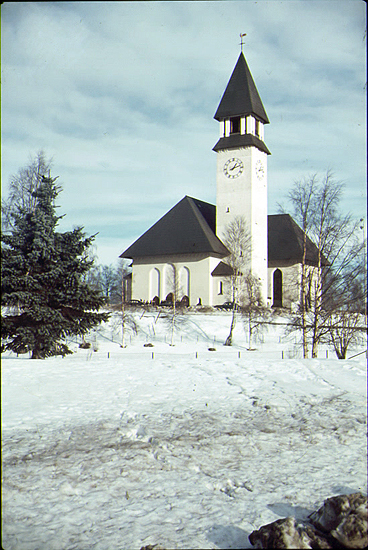
Kirche von Burträsk (1963)
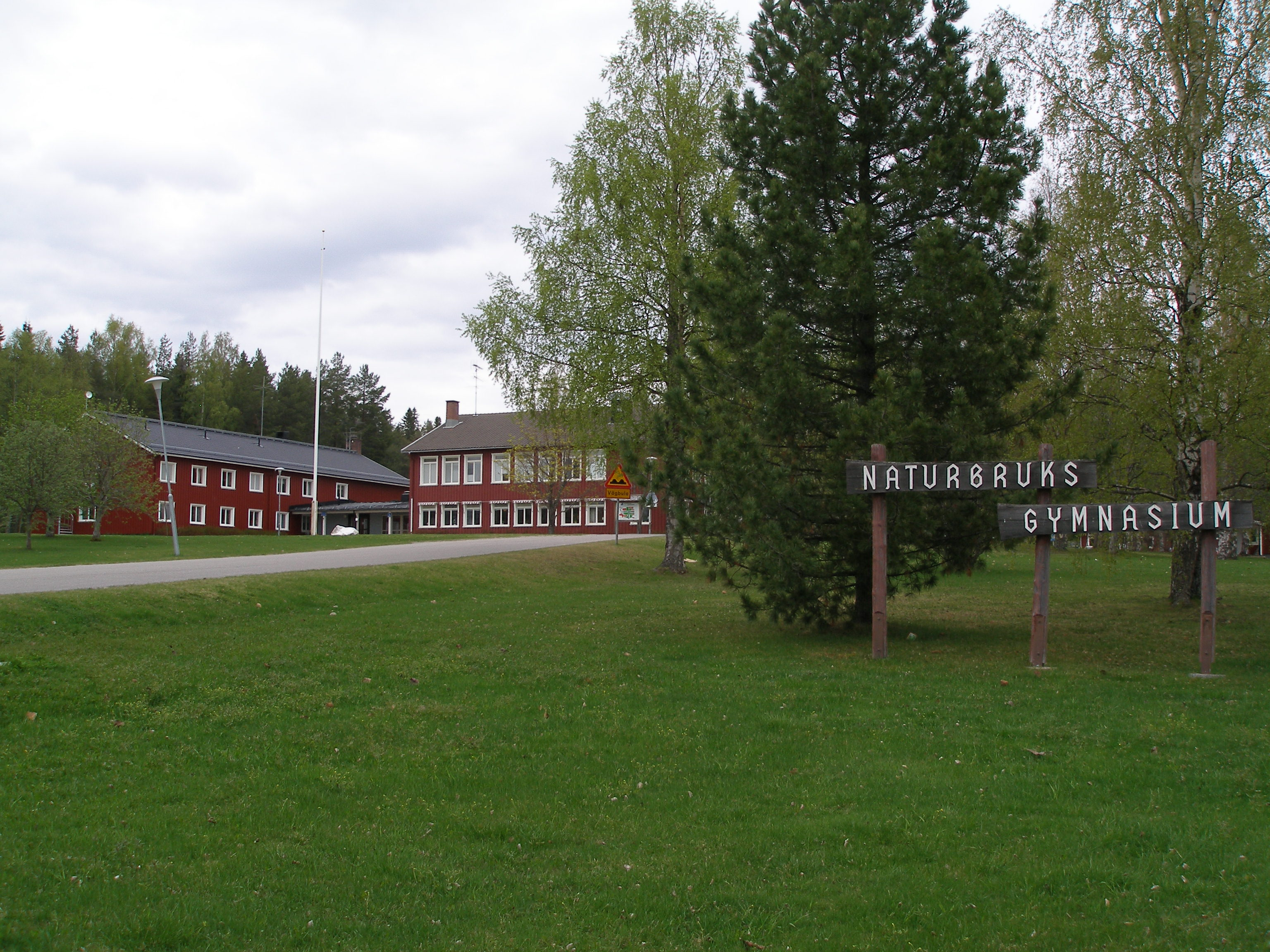
Naturbruksgymnasiet in Åbyn unweit Burträsk